# Carlo Augusto del Palatinato-Zweibrücken
Carlo Augusto del Palatinato-Zweibrücken, noto anche come Karl August von Forbach o Charles Auguste de Deux-Ponts (Forbach, 21 gennaio 1784 – Možajsk, 5 ottobre 1812), è stato un nobile e militare tedesco.

## Biografia
Nipote morganatico del duca Cristiano IV del Palatinato-Zweibrücken, Carlo Augusto era figlio del barone Guglielmo del Palatinato-Zweibrücken (1754–1807) e di sua moglie, la nobildonna francese Martine-Adelaide de Polatron (1760–1795). Sua zia era Yolande de Polastron, duchessa de Polignac, damigella d'onore della regina Maria Antonietta, e suo cugino fu Jules de Polignac, futuro primo ministro del regno di Francia.
Il ragazzo crebbe a Forbach, in Lorena, dove era stato costretto a fuggire con la sua famiglia allo scoppio della rivoluzione francese. Nel 1806, si trasferì nuovamente dapprima a Zweibrücken e poi definitivamente a Monaco di Baviera dove, da quell'anno, il cugino di suo padre, Massimiliano Giuseppe, ottenne la corona regale della Baviera.
Carlo Augusto del resto si era già arruolato come volontario nell'esercito bavarese dal 1799 e divenne in quel frangente tenente del reggimento di cavalleggeri dell'elettore. Quando lo zio Cristiano del Palatinato-Zweibrücken divenne comandante di un reggimento che si impegnò a combattere la Francia rivoluzionaria, pagato dagli inglesi nel 1800, portò con sé il nipote sedicenne come aiutante del suo staff.
Il 3 dicembre 1806, Carlo Augusto ebbe modo di distinguersi col grado di rittermeister (capitano di cavalleria) a capo di uno squadrone a Namslau, in Slesia: con altri sei cavalleggeri venne attaccato da un gruppo di 40 cavalieri prussiani. Barricatosi coi suoi pochi uomini in un'abitazione locale abbandonata, riuscì a respingere i corazzieri nemici offrendo una tale resistenza che i prussiani credettero che la casa fosse stata fortificata ed infine si ritirarono. L'episodio venne riportato alla fine del romanzo "Debito e credito" di Gustav Freytag e godette di una certa fama all'epoca. Il 10 gennaio 1807, Carlo Augusto si distinse nuovamente in uno scontro presso Grottkau quando si trovò con soli 12 cavalieri di fronte a preponderanti forze nemiche, mettendo in fuga il nemico e catturando 80 ussari nemici. Per questo atto d'ardimento, ricevette la Legion d'onore.
Con il 1ºreggimento di cavalleria bavarese, prese parte alla campagna di Russia del 1812. Durante la battaglia di Borodino, il 7 settembre 1812, morì il comandante del suo reggimento, il colonnello conte Carlo Cristiano di Sayn-Wittgenstein (1773-1812) che, morente, gli affidò il comando delle truppe. Poco dopo, lo stesso barone venne colpito allo stomaco da una palla di fucile rimanendo gravemente ferito. Il suo amico d'infanzia Carl von Mannlich fu testimone oculare dell'evento e lo descrisse nelle memorie di suo padre, Johann Christian von Mannlich. Anche il pittore Albrecht Adam, presente alla battaglia, menzionò Zweibrücken come uno dei suoi primi mecenati e valente militare. Il generale di brigata Jean-Baptiste Dommanget (1769–1848) riferì al re il fatto con queste parole: “Il maggiore von Zweibrücken ha guidato il reggimento in vari attacchi con la determinazione e la forza di un ufficiale d'esperienza eccezionale, ma è stato egli stesso colpito da un proiettile. La sua ferita è grave, ma è giovane e sono certo che si riprenderà. Sarebbe una grave perdita per il 1º reggimento, che lo adora e vorrebbe che succedesse al conte di Wittgenstein al comando".
Carlo Augusto lottò contro la morte in una lenta agonia per quasi un mese, morendo infine a Moshaisk il 5 ottobre 1812. La notizia venne data alla famiglia dal cognato Anton von Cetto che presenziò sul letto di morte del militare e si assicurò che venisse sepolto con i pieni onori. La notizia del ferimento del generale Dommanget e la notizia della sua morte giunsero a Monaco contemporaneamente. Morì senza eredi e senza mai essersi sposato. La sua uniforme, indossata nella battaglia di Borodino, venne successivamente recuperata ed esposta al Museo dell'esercito bavarese.

## Antenati
|                                                            |                                                   |                                               | Genitori                                   |  |  | Nonni |  |  | Bisnonni                                 |  |  | Trisnonni                                          |  |
|                                                            |                                                   |                                               |                                            |  |  |       |  |  | Cristiano III del Palatinato-Zweibrücken |  |  | Cristiano II del Palatinato-Zweibrücken-Birkenfeld |  |
|                                                            |                                                   |                                               |                                            |  |  |       |  |  | Cristiano III del Palatinato-Zweibrücken |  |  | Cristiano II del Palatinato-Zweibrücken-Birkenfeld |  |
|                                                            |                                                   | Caterina Agata di Rappoltstein                |                                            |  |  |       |  |  | Cristiano III del Palatinato-Zweibrücken |  |  |                                                    |  |
| Cristiano IV del Palatinato-Zweibrücken                    |                                                   |                                               |                                            |  |  |       |  |  | Cristiano III del Palatinato-Zweibrücken |  |  |                                                    |  |
|                                                            |                                                   | Carolina di Nassau-Saarbrücken                | Luigi Crato di Nassau-Saarbrücken          |  |  |       |  |  |                                          |  |  |                                                    |  |
|                                                            |                                                   | Carolina di Nassau-Saarbrücken                | Luigi Crato di Nassau-Saarbrücken          |  |  |       |  |  |                                          |  |  |                                                    |  |
|                                                            |                                                   | Carolina di Nassau-Saarbrücken                | Filippa Enrichetta di Hohenlohe-Langenburg |  |  |       |  |  |                                          |  |  |                                                    |  |
| Guglielmo del Palatinato-Zweibrücken                       |                                                   | Carolina di Nassau-Saarbrücken                |                                            |  |  |       |  |  |                                          |  |  |                                                    |  |
|                                                            |                                                   | Jean Baptiste Camasse                         | ?                                          |  |  |       |  |  |                                          |  |  |                                                    |  |
|                                                            |                                                   | Jean Baptiste Camasse                         | ?                                          |  |  |       |  |  |                                          |  |  |                                                    |  |
|                                                            |                                                   | Jean Baptiste Camasse                         | ?                                          |  |  |       |  |  |                                          |  |  |                                                    |  |
| Maria Johanna Camasse                                      |                                                   | Jean Baptiste Camasse                         |                                            |  |  |       |  |  |                                          |  |  |                                                    |  |
|                                                            |                                                   | Eleonore Roux                                 | ?                                          |  |  |       |  |  |                                          |  |  |                                                    |  |
|                                                            |                                                   | Eleonore Roux                                 | ?                                          |  |  |       |  |  |                                          |  |  |                                                    |  |
|                                                            |                                                   | Eleonore Roux                                 | ?                                          |  |  |       |  |  |                                          |  |  |                                                    |  |
| Carlo Augusto del Palatinato-Zweibrücken                   |                                                   | Eleonore Roux                                 |                                            |  |  |       |  |  |                                          |  |  |                                                    |  |
|                                                            | Jean Baptiste de Polastron, II conte di Polastron | Jean Denis de Polastron, I conte di Polastron |                                            |  |  |       |  |  |                                          |  |  |                                                    |  |
|                                                            | Jean Baptiste de Polastron, II conte di Polastron | Jean Denis de Polastron, I conte di Polastron |                                            |  |  |       |  |  |                                          |  |  |                                                    |  |
|                                                            | Jean Baptiste de Polastron, II conte di Polastron | Henriette de Foucaud                          |                                            |  |  |       |  |  |                                          |  |  |                                                    |  |
| Jean François Gabriel de Polastron, III conte di Polastron | Jean Baptiste de Polastron, II conte di Polastron |                                               |                                            |  |  |       |  |  |                                          |  |  |                                                    |  |
|                                                            |                                                   | Françoise Jeanne Yolande de Mirman            | Jean François de Mirman, conte di Plaissan |  |  |       |  |  |                                          |  |  |                                                    |  |
|                                                            |                                                   | Françoise Jeanne Yolande de Mirman            | Jean François de Mirman, conte di Plaissan |  |  |       |  |  |                                          |  |  |                                                    |  |
|                                                            |                                                   | Françoise Jeanne Yolande de Mirman            | Yolande de Portalès                        |  |  |       |  |  |                                          |  |  |                                                    |  |
| Martine-Adelaide de Polastron                              |                                                   | Françoise Jeanne Yolande de Mirman            |                                            |  |  |       |  |  |                                          |  |  |                                                    |  |
|                                                            |                                                   | Louis Jérôme de Noé, conte di Noé             | Roger de Noé, II marchese di Noé           |  |  |       |  |  |                                          |  |  |                                                    |  |
|                                                            |                                                   | Louis Jérôme de Noé, conte di Noé             | Roger de Noé, II marchese di Noé           |  |  |       |  |  |                                          |  |  |                                                    |  |
|                                                            |                                                   | Louis Jérôme de Noé, conte di Noé             | Jeanne Marguerite du Pouy                  |  |  |       |  |  |                                          |  |  |                                                    |  |
| Anne Charlotte de Noé                                      |                                                   | Louis Jérôme de Noé, conte di Noé             |                                            |  |  |       |  |  |                                          |  |  |                                                    |  |
|                                                            |                                                   | Marie Anne Elisabeth de Breda                 | Pantaléon Guisbert de Breda                |  |  |       |  |  |                                          |  |  |                                                    |  |
|                                                            |                                                   | Marie Anne Elisabeth de Breda                 | Pantaléon Guisbert de Breda                |  |  |       |  |  |                                          |  |  |                                                    |  |
|                                                            |                                                   | Marie Anne Elisabeth de Breda                 | Elisabeth Bodin de Boisrenard              |  |  |       |  |  |                                          |  |  |                                                    |  |
|                                                            |                                                   | Marie Anne Elisabeth de Breda                 |                                            |  |  |       |  |  |                                          |  |  |                                                    |  |